# Druppelirrigatie

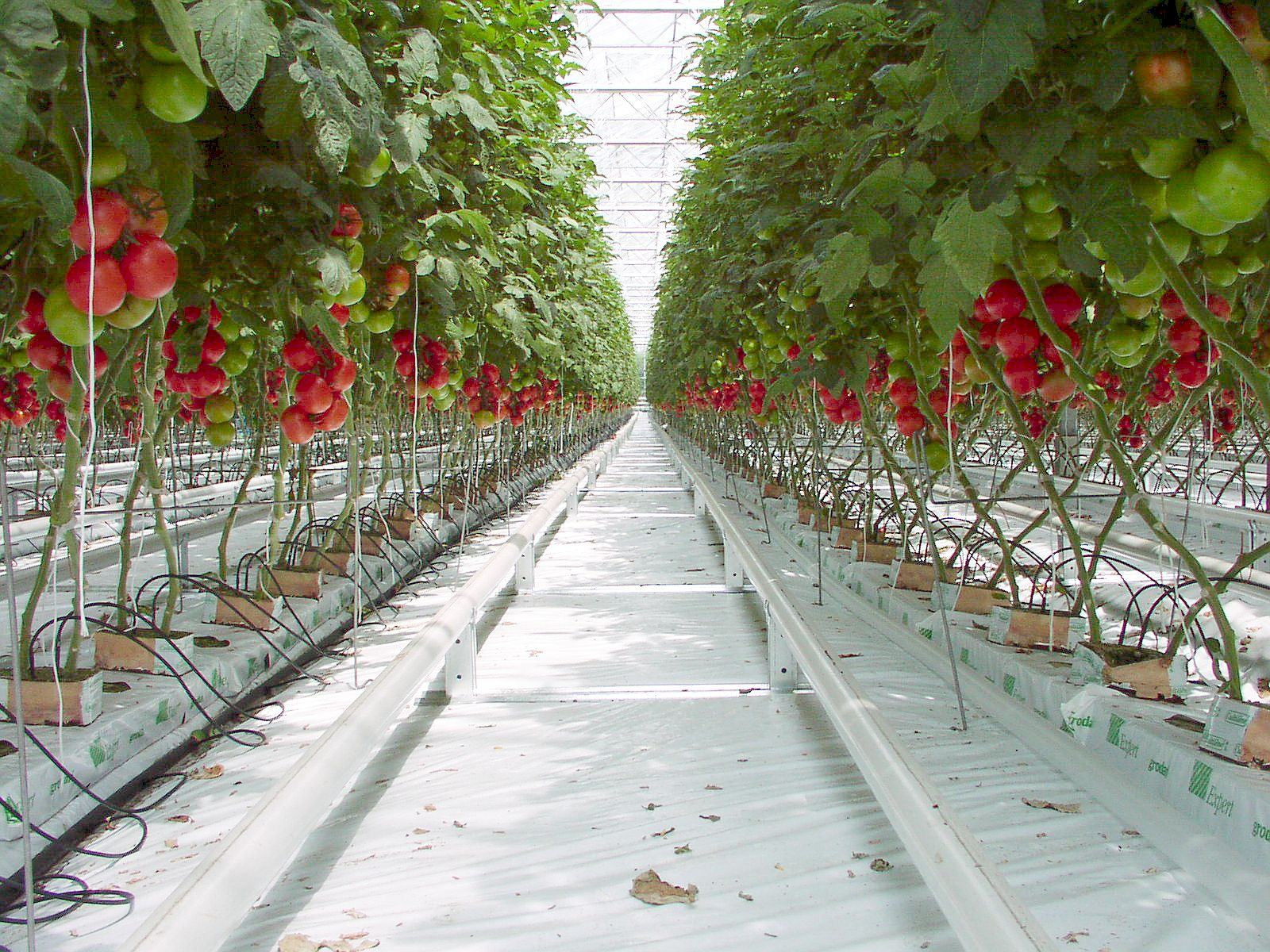
Tomaat op steenwol met druppelaars

Druppelirrigatie is een irrigatiemethode, waarbij water met meststoffen bij de planten wordt gedruppeld door een stelsel van leidingen, slangetjes en druppelaars. Hierdoor wordt water bespaard.
In de teelt in kassen wordt deze methode veel toegepast, waarbij elke plant zijn eigen druppelaar heeft. Ook in particuliere tuinen wordt een druppelsysteem soms toegepast.
Het systeem is in de jaren '60 ontwikkeld in Israël door ingenieur Simcha Blass, en voor het eerst getest in een kibboets.
Er zijn verschillende soorten druppelaars, waartussen de kans op verstopping een belangrijke eigenschap is. Zo heeft een druppelaar met slakkenhuis weinig last van verstopping.
|  |  |